# Anoncopeucus
Anoncopeucus is een geslacht van kevers uit de familie van de loopkevers (Carabidae). De wetenschappelijke naam van het geslacht is voor het eerst geldig gepubliceerd in 1871 door Chaudoir.

## Soorten
Het geslacht Anoncopeucus omvat de volgende soorten:
- Anoncopeucus curvatus Burgeon, 1936
- Anoncopeucus curvipes (Dejean & Boisduval, 1829)